# Итарантин
Итарантин (порт. Itarantim)  —  муниципалитет в Бразилии, входит в штат Баия. Составная часть мезорегиона Юго-центральная часть штата Баия. Входит в экономико-статистический микрорегион Итапетинга. Население составляет 17 517 человек на 2024 год. Занимает площадь 1783,747 км². Плотность населения — 10 чел./км².
Праздник города — 15 июня.

## История
Город основан 15 июня 1937 года.

## Статистика
- Валовой внутренний продукт на 2003 год составляет 51 995 746,00 реалов (данные: Бразильский институт географии и статистики).
- Валовой внутренний продукт на душу населения на 2003 год составляет 3093,70 реала (данные: Бразильский институт географии и статистики).
- Индекс развития человеческого потенциала на 2000 год составляет 0,659 (данные: Программа развития ООН).